# Derek Hahn
Derek Hahn (* 27. Dezember 1977 in Elmira, Ontario) ist ein ehemaliger kanadischer Eishockeyspieler, der im Verlauf seiner aktiven Karriere zwischen 2002 und 2018 unter anderem 458 Spiele für die Frankfurt Lions, Straubing Tigers und den ERC Ingolstadt in der Deutschen Eishockey Liga (DEL) auf der Position des Centers bestritten hat. Mit dem ERC Ingolstadt gewann Hahn im Jahr 2014 die Deutsche Meisterschaft.

## Karriere
Derek Hahn startete seine Karriere am Rochester Institute of Technology im Spielbetrieb der National Collegiate Athletic Association (NCAA). Nach Beendigung seiner Collegezeit wechselte der Center zu den Elmira Jackals aus der United Hockey League (UHL). Im Sommer 2002 unterschrieb der Kanadier einen Vertrag bei den Atlantic City Boardwalk Bullies aus der ECHL, die er nach nur drei Spielen in Richtung Amarillo Gorillas aus der Central Hockey League (CHL) verließ. Aufgrund mangelnder Perspektive in den nordamerikanischen Minor Leagues wechselte Hahn 2006 zum dänischen Erstligisten Rødovre Mighty Bulls.
Im Sommer 2007 wurde der Rechtsschütze von den Frankfurt Lions aus der Deutschen Eishockey Liga (DEL) verpflichtet. Hahn stand drei Spielzeiten im Kader Frankfurts und wechselte nach der Insolvenz der Lions im Sommer 2010 zu den Straubing Tigers. Bei den Niederbayern wechselten sich Höhen und Tiefen ab: Hahn stand mehrere Wochen an der Spitze der ligaweiten Topscorer-Liste, verletzte sich aber mehrfach und konnte bis zum Saisonfinale nicht mehr ins Spielgeschehen eingreifen. Nach einer Saison verließ der Stürmer Straubing wieder und wechselte zum ERC Ingolstadt. Mit dem ERCI gewann er im Jahr 2014 den Deutschen Meistertitel und erreichte im Januar 2015 den 5000. erfolgreichen Bully. Zudem wurde er im selben Jahr Vizemeister mit den Ingolstädtern.
Nach vier Jahren in Ingolstadt wechselte Hahn zur Saison 2015/16 nach Österreich und unterschrieb beim HC Innsbruck. Den Klub musste er aber nach bereits einem Jahr wieder verlassen. Anschließend beendete der Kanadier im Alter von 38 Jahren seine aktive Karriere.

### International
Mit der kanadischen Nationalmannschaft nahm Hahn in den Jahren 2008 und 2010 am Deutschland Cup teil.

## Erfolge und Auszeichnungen
| - 2003 CHL Rookie of the Year - 2006 Joe Burton Award - 2006 CHL Most Valuable Player - 2006 Ken McKenzie Trophy | - 2014 Topscorer der DEL-Hauptrunde - 2014 Deutscher Meister mit dem ERC Ingolstadt - 2015 Deutscher Vizemeister mit dem ERC Ingolstadt |

## Karrierestatistik
(Legende zur Spielerstatistik: Sp oder GP = absolvierte Spiele; T oder G = erzielte Tore; V oder A = erzielte Assists; Pkt oder Pts = erzielte Scorerpunkte; SM oder PIM = erhaltene Strafminuten; +/− = Plus/Minus-Bilanz; PP = erzielte Überzahltore; SH = erzielte Unterzahltore; GW = erzielte Siegtore; 1 Play-downs/Relegation; Kursiv: Statistik nicht vollständig)